# Kunhegyes
Kunhegyes − miasto na Węgrzech, w Komitacie Jász-Nagykun-Szolnok, w powiecie Tiszafüred.

## Miasta partnerskie
- Baia Sprie
- Feketić
- Mali Iđoš
- Siegen
- Tășnad
- Szerzyny